# STS-119
L'STS-119 va ser una missió de la NASA amb el transbordador espacial Discovery que tenia com a objectiu donar continuïtat a la construcció de l'Estació Espacial Internacional instal·lant nous plafons solars. Va ser la 28a missió amb destinació a l'EEI i el 125è vol d'un transbordador espacial.

## Tripulació
- Lee Archambault Comandant
- Dominic Antonelli Pilot
- John Lynch Phillips Especialista de missió
- Steven Swanson Especialista de missió
- Joseph Acaba Especialista de missió
- Richard Arnold Especialista de missió

### Portat a la EEI Expedició 18
- Koichi Wakata Enginyer de vol

### Tret de la EEI Expedició 18
- Sandra Magnus Enginyer de vol